# Religió elamita
La religió elamita es refereix a les creences de la població d'Elam.

## Religió
Es coneixen més de dues-centes deïtats elamites adorades a Susiana, gràcies a les inscripcions cuneïformes, sobretot les trobades a Susa i a alguns llocs de Mesopotàmia. Algunes divinitats tenien origen mesopotàmic com Inanna, Ea, Sin, Belet-ali, Im, Sala, Adad, Enlil, Erra, Xamaix). Xanaix estava associada amb Inshushinak o Ishnikarab que era la deïtat tutelar de Susa (el seu nom vol dir segurament «senyor de Susa»). Altres déus eren Ishmekarab, Lagamal o Lagamar i Manzat.
Pinigir, Nakhunte, Hutran, Humbam i Kirmashir eren divinitats d'Awan. Hishmitik i Ruhurater de Simashki.
Napirisha, Kiririsha, Simut, Kilahshupir, Silirqatru i Upurkupak d'Anshan.
Algunes deïtats foren adorades només temporalment com Ea i Enzag (el gran déu de Dilmun), que foren adorats al període dels sukkalmah, sobretot amb Temti-Agun. Anunitum fou adorada solament en temps del rei Attahushu.
La meitat dels déus elamites esmentats als texts sumeris o accadis són desconeguts al textos que han quedat entre els trobats a Elam. Però alguns déus importants com Enlil, mai van tenir culte oficial a Elam i en canvi déus com el desconegut Sak-ammar-hanishta, tenia un temple a Susa.
Com que els déus tenien un origen local a les diferents parts que finalment van formar el regne, hi havia més d'un déu per cada finalitat o tenien les mateixes atribucions: gran déus (en sentit de suprems) era un títol que portaven Inshushinak, Napirisha, Humban, Nahunte, Kiririsha, Manzat, i algun altre. Alguns déus eren protectors d'altres déus com Mashti i Napir o de reis com Inshushinak, Kiririsha o Napir, o protectors d'Elam com Silir-katru. Kirirsha i Mashti eren les mares dels déus. Molts déus estaven associats a la paraula lahakra (mort) com Inshushinak, Kiririsha, Upurkupak, i segurament Ruhuratir i Tepti.

## Principals déus
Déus del període elamita antic:
- Pinigir
- Humbam
- Nahiti (o Nakhunte)
- Inshushinak
- Simut
- Hutran
- Siashum
- Manzat
- Narida (o Narundi)
- Narzina
- Kirmashir
- Belat Terraban
- Samash
- Enlil
- Engi
- Ishtar
- Sin
- Nin-hursag
- Nergal

Sota dominació de la Tercera dinastia d'Ur
- Inshushinak
- Nin-hursag
- Ningal o Nungal

Amb la Dinastia de Simaixki
- Inshushinak
- Samash
- Ishtar
- Sin
- Nanna
- Ninegal
- Annunitum
- Narundi
- Ea
- Ishnikarab

Període mitjà
- Inshushinak
- Kirmashir
- Ruhurater
- Samash
- Napirisha
- Upurkuppak
- Mashti
- Tepti
- Ishnikarab
- Lagamal
- Nannar

Període Neoelamita
- Inshushinak
- Simut
- Lagamal
- Pinigir
- Hutran
- Kirmashir
- Nakhunte
- Mashti
- Tepti
- Sashum
- Sati
- Lali
- Humban
- Huban
- Hutran

### Principals lloc de culte
Hi havia santuaris a cel obert i edificis. A la primera categoria els principals van ser Kurangun, del segle xvii aC, Malamir, al segle vi aC i Naqsh-e-Rostam a la segona meitat del tercer mil·lenni aC.
Queden algunes restes dels antics temples, i les principals a Dur Untash (vegeu Untash-Napirisha).
La majoria dels temples estave associats a la mort, una preocupació constant dels elamites. D'enterraments n'hi havia de moltes menes, dels més simples als més elaborats, i es feien per inhumació, sempre acompanyats d'alguns objectes, bàsicament pots i peces de terrissa. De la família reial s'han descobert molt poques tombes i algunes que ho podrien ser no tenen elements suficients que permetin identificar-les.
A Elam el déu Nakhunte era considerat déu del sol però a Mesopotàmia era considerat de la lluna. Lagamal era una deïtat infernal; Napirisha és identificat per una figura humana amb cap de serp i era el déu de les aigües. No es coneix cap déu de la guerra.